# Халфауи, Мохаммед Ашреф
Мохаммед Ашреф Халфауи (араб. محمد أشرف الخلفاوي‎, фр. Mohamed Achraf Khalfaoui; 24 октября 1980 года, Тунис, Тунис) — тунисский футболист, полузащитник.

## Биография
Футболом занимался с 11-летнего возраста, воспитанник клуба «Африкэн». На родине выступал за «Клуб Африкэн» и «Стад Тунизьен». В 2008 году играл за «Униан Лейрия» в первом дивизионе чемпионата Португалии. Позже выступал в Саудовской Аравии в одном из местных клубов. Зимой 2011 года получил приглашение перейти в украинский клуб «Металлург» (Запорожье). Проконсультировавшись с соотечественниками, выступающими на Украине Мохаммедом Арури и Таофиком Салхи, принял приглашение украинцев. С этой командой сначала потерял, а затем вернул место в Премьер-лиге. В «Металлурге» отыграл два года, после чего принял решение не продлевать контракт и вернуться в Тунис.
В национальной сборной Туниса провёл 4 игры. В составе молодёжной сборной становился победителем Средиземноморских игр 2001.

## Достижения
- Серебряный призёр Первой лиги Украины (1): 2011/12